# Упорная
Упорная — станица в Лабинском районе Краснодарского края. Административный центр Упорненского сельского поселения.
Станица расположена на левом берегу реки Чамлык, в 37 км к юго-востоку от города Лабинск.в станице расположена база отдыха с термальной водой.

## История
Станица Упорная основана в 1857 году (по другим данным — в начале 1940-х), на месте бывшего черкесского аула Чицико (адыг. Чыцӏыкъо — «долина козлят») с целью укрепления завоёванных позиций в ходе Кавказской войны.
В 1939 — 1953 годах являлся административным центром Упорненского района.

## Население
| 1959  | 2002  | 2010  | 2012  | 2013  | 2014  | 2015  |
| ----- | ----- | ----- | ----- | ----- | ----- | ----- |
| 5760  | ↘3307 | ↘3172 | →3172 | ↘3143 | ↘3103 | ↘3091 |
| 2016  | 2017  | 2018  | 2019  | 2020  | 2021  | 2023  |
| ↘3057 | ↗3074 | ↘3036 | ↘3002 | ↘2989 | ↘2905 | ↘2836 |

Национальный состав
Бо́льшая часть населения станицы — русские (90,4 %), проживают также украинцы (3,1 %), армяне (2,0 %) и др.

## Улицы
- ул. Базарная,
- ул. Большевистская,
- ул. Бригада.
- ул. Советская.
- ул. Международная.
- ул. Почтовая.
- ул. Ленина.
- ул. Ключевая.
- ул. Тихая.
- ул. Краснопутиловская
- ул. Первомайская.
- ул. Калинина
- ул. Революционная
- ул. Лермонтова
- ул. Пролетарская
- ул. Набережная
- ул. Чапаева

## Люди, связанные со станицей
- Донцов Максим Иванович (1914 — 1985) — участник Великой Отечественной войны, Герой Советского Союза.
- Коркоценко Дмитрий Игнатьевич (1922 — 1990) — участник Великой Отечественной войны, Герой Советского Союза.
- Кутинов Иван Абрамович (1909—1981) — Герой Советского Союза